# Hermandad de la Vera Cruz (Lebrija)
La Hermandad de la Vera Cruz es una cofradía de culto católico instaurada en la ciudad de Lebrija, Andalucía, España con sede canónica en la ermita de San Juan de Letrán. Realiza su Estación de Penitencia el Viernes Santo dentro de los actos de celebración de la Semana Santa de Lebrija. Su nombre completo es Real e Ilustre Hermandad y Cofradía del Santísimo Cristo de la Vera Cruz y Ntra. Sra. de Consolación.

## Historia
La hermandad fue fundada en el último tercio del siglo XIII, con motivo de la reconquista definitiva de Lebrija a los árabes el 20 de enero de 1265. Se considera esta fecha como la definitiva por coincidir con la festividad de San Sebastián, santo al que fue dedicado el primer templo cristiano de la ciudad, y por ser el día en el que se celebraba la antigua romería de San Benito, patrón de Lebrija. En aquella época, el rey Alfonso X ‘El Sabio’ ordenó a la orden Franciscana la fundación de hermandades de la Vera Cruz (que significa ‘verdadera cruz’) en las ciudades recién reconquistadas, con el propósito de reforzar el predominio del cristianismo sobre el islam.
El 7 de septiembre de 1557, Dionisio Dávila, obispo de Frari, Aroya y Trento, y legado apostólico en Nápoles, bendijo la iglesia de la Vera Cruz, otorgándole el título de San Juan de Letrán de Roma, junto con su respectivo cementerio. Este templo fue construido gracias a la donación de un vecino de la localidad.
En 1576, Juan Monge de Cala y Catalina de Jarana donaron parte de los corrales de su casa y sus anexos a la iglesia de la Vera Cruz, con la condición de ser enterrados en la capilla que allí se levantase tras su fallecimiento. En la actualidad, esos terrenos corresponden al pasillo de entrada de la Casa de Hermandad de la corporación.
En 1621, la hermandad comenzó a realizar su estación de penitencia el Jueves Santo por la tarde desde su recién inaugurado templo y así lo haría hasta finales del siglo XIX. En aquella época, las túnicas de esta corporación eran de lienzo verde.
En las reglas de 1783, aparece mencionada con el nombre de Santísimo Cristo de la Vera-Cruz y María Santísima de Consolación.
En 1881, la corporación se fusionó con la del Buen Ladrón y Nuestra Señora del Rosario procedente del convento de Santa María de Jesús para evitar su desaparición. Su traslado se hizo sin imágenes, por lo que la herencia que dejaron a esta cofradía fue su día y hora de salida y los colores corporativos de celeste y blanco.
En 1976, se modificó su título, pasando a denominarse Real e Ilustre Hermandad del Santísimo Cristo de la Vera-Cruz en la Conversión del Buen Ladrón y Nuestra Señora de Consolación. En junio de ese mismo año, el rey Juan Carlos I aceptó la solicitud de la hermandad para ser nombrado Hermano Mayor Honorario. Desde entonces, la hermandad ostenta el título de "Real".
En 1988, la hermandad comenzó a organizar un rastrillo de antigüedades con el objetivo de financiarse, convirtiéndose con el tiempo en una tradición que aún se celebra en la actualidad.
El 28 de septiembre de 1997, la hermandad acogió la XIV Peregrinación Nacional de Hermandades de Vera-Cruz. El evento contó con la participación de unas setenta hermandades de toda la geografía española y fue presidido por el arzobispo de Sevilla, Carlos Amigo Vallejo.
El 5 de octubre de 2022, el rey Felipe VI visitó la ciudad con motivo del V centenario de la muerte de Elio Antonio de Nebrija. Durante su visita institucional, acudió a la iglesia de la hermandad.
El 10 de abril de 2023, se encontró en el fondo del Archivo Histórico Provincial de Sevilla el contrato de ejecución de la talla del Cristo de la Vera Cruz y Nuestra Señora de Consolación, fechado en 1559 a favor del escultor flamenco Roque Balduque.
Este hallazgo se considera de gran relevancia, ya que confirma la autoría de la imagen del Crucificado y revela que el mismo artista talló también la imagen de la Virgen. Por la ejecución de ambas obras, Balduque recibió un total de 24.000 maravedíes.
El 21 de septiembre de 2023, el monarca aceptó la solicitud de la corporación para ser nombrado Hermano Mayor Honorario, al igual que hizo su padre, Juan Carlos I, en 1976.
A principios de 2024, la hermandad adquirió un relicario Lignum Crucis, es decir, un fragmento proveniente de la Vera Cruz hallada por Santa Elena entre los años 325 a 327.

## Pasos e imágenes de la hermandad

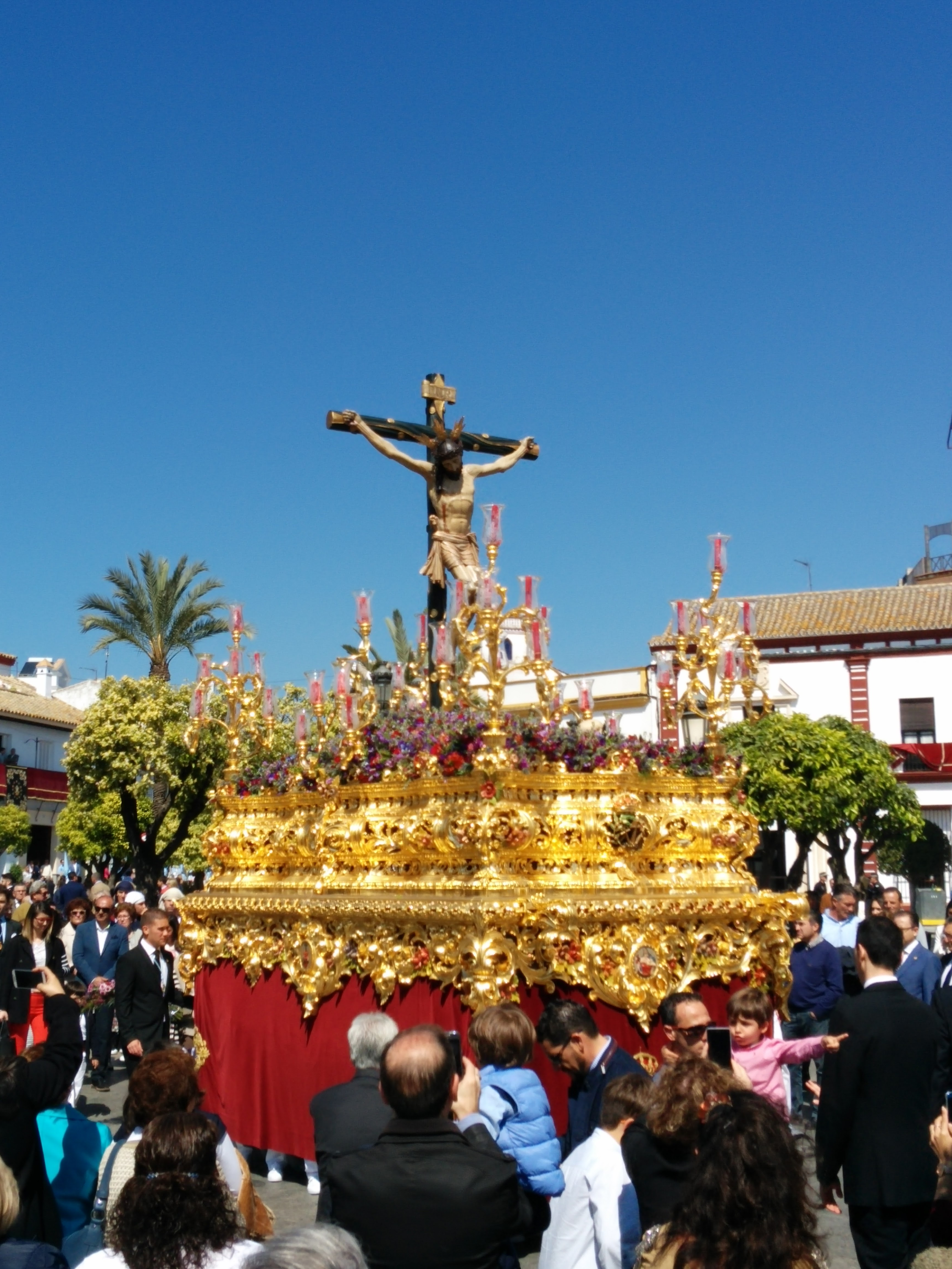
Cristo de la Vera Cruz en su paso en 2016

### Misterio del Santísimo Cristo de la Vera Cruz
La talla del Santísimo Cristo de la Vera Cruz, esculpida por Roque Balduque entre 1559 y 1560, está realizada en madera de álamo blanco tallada y policromada. Representa a Cristo crucificado con los brazos y piernas extendidos, sujeto a una cruz arbórea mediante tres clavos. La imagen mide 176 cm de alto y 155 cm de ancho debido a la extensión de sus brazos.
Debido a su antigüedad, la talla ha sufrido varias restauraciones, entre las que destacan la reconstrucción de los dedos anulares de ambas manos en 1759, realizada por el escultor Matías José Navarro, y la sustitución de la cruz original por una de tipo arbóreo.
Hasta 1929, la imagen procesionaba con un sudario de tela y velo, además de unas potencias fijadas en la cruceta, que realzaban el esplendor de la Cruz. Sin embargo, en la restauración de 1949, debido a los daños provocados por la polilla, la talla sufrió modificaciones que le dieron las características que conserva en la actualidad.
El paso que precedió al actual del Cristo de la Vera-Cruz fue realizado en 1954, inspirado en parte de la canastilla del Cristo del Amor de Sevilla. Perteneció a la hermandad durante más de treinta años, hasta que, en 1984, por cuestiones de tamaño, se sustituyeron los respiraderos por unos nuevos. Finalmente, en 2002, se decidió realizar un nuevo paso, por lo que el anterior fue vendido.
Los respiraderos fueron adquiridos por la Hermandad de los Dolores de Lebrija para el paso de San Juan Evangelista, mientras que la canastilla y los candelabros fueron comprados por la Hermandad de Nuestra Señora del Sol de Sevilla en el año 2005, que aún hoy los utiliza en la salida procesional de su titular.
En 2002, el paso fue renovado y años después se doró. Es de estilo barroco-rococó, con capacidad para 35 costaleros y está iluminado por seis candelabros de guardabrisas. El exorno floral que decora los pies de la imagen suele ser un montículo de claveles color "sangre de toro" en el que destaca la presencia de un cráneo en representación de la muerte. En otras ocasiones ha alternado con iris morado, astromelia morado, clavel cardenal, estátice morado, fresia morada, crisantemo cardenal o brasica. 

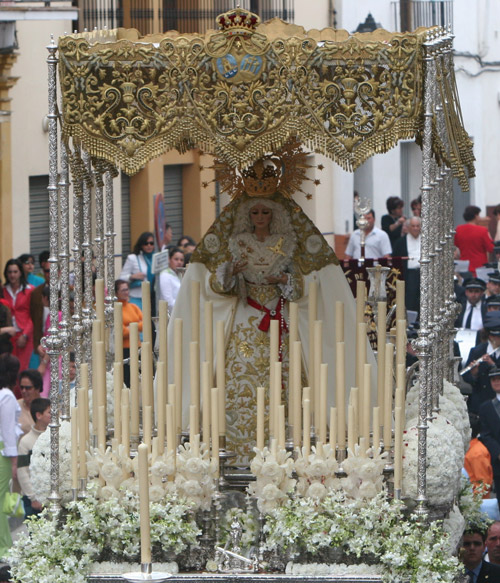
Nuestra Señora de Consolación en su paso de palio

### Paso de palio de Nuestra Señora de Consolación
La talla de Nuestra Señora de Consolación formó parte del encargo realizado a Roque Balduque. Se trata de una escultura en madera de pino policromada. Destaca el detallado tratamiento del torso y la presencia de un jubón ajustado al cuerpo, originalmente tallado en la madera.
A lo largo de su historia, la imagen ha sufrido diversas modificaciones, como la aplicación de múltiples capas de policromía, la incorporación de ojos de cristal y la eliminación de parte del cuerpo tallado en una de sus restauraciones. A pesar de estos cambios, sigue considerándose una obra de gran calidad técnica y estética, gran parte de la cual ha sido recuperada en intervenciones recientes.
Se consideró la imagen con más devoción en la ciudad, hasta el nombramiento de la patrona, Ntra. Sra. del Castillo Coronada.
El 24 de octubre de 1999, el general Luis Carvajal Raggio, gobernador militar de Sevilla y Huelva, donó su fajín de general a la imagen. Este gesto, que solo puede realizarse una única vez, reflejaba su especial devoción, motivo por el cual la hermandad lo nombró Hermano Mayor Honorario. En la actualidad, el fajín sigue formando parte de las vestiduras de la imagen.
El paso de palio, con capacidad para 30 costaleros, cuenta con orfebrería Villarreal realizada entre 1968 y 1983. En cuanto a los bordados, tanto las bambalinas como el techo de palio han sido elaborados en hilos de oro y plata por el taller de la hermandad. En 2017, estrenó un manto bordado en oro sobre terciopelo blanco, también confeccionado por el mismo taller. La particularidad de este palio radica en sus aberturas, que permiten el paso de la luz a través de él, a diferencia del resto de palios completamente opacos que procesionan durante la Semana Santa de la ciudad. El exorno floral se compone fundamentalmente de astromelias blancas acompañadas de rosas blancas, rosas de pitiminí rosa, astilbe rosa, flor de arroz celeste y cala blanca.